# Plebejus phonix
Plebejus phonix är en fjärilsart som beskrevs av Johannes Karl Max Röber 1886. Plebejus phonix ingår i släktet Plebejus och familjen juvelvingar. Inga underarter finns listade i Catalogue of Life.